# Неотхвърляне
Неотхвърляне, още известно като оригиналност и невъзможност да отрича, (на английски: Non-repudiation) е понятие от приложната криптография в информатиката, обозначаващо начин за доказване, че изпращачът на цифрови данни наистина е изпратил дадено съобщение.
В България начинът е стандартизиран с БДС . Стандартът задава определена публична ключова идентификация (или инфраструктура с публичен ключ - PKI), която позволява удостверяването на участници в даден обмен на данни, чрез своя цифров сертификат. Неотхвърлянето е неразделна част от всички съвременни динамични финансови трансакции, независимо дали извършвани на база SQL трансакции с база данни или на нещо друго.